# Сен-Самсон-де-Бонфоссе
Сен-Самсо́н-де-Бонфоссе́ (фр. Saint-Samson-de-Bonfossé) — колишній муніципалітет у Франції, у регіоні Нормандія, департамент Манш. Населення — 890 осіб (2011).
Муніципалітет був розташований на відстані близько 260 км на захід від Парижа, 60 км на захід від Кана, 8 км на південь від Сен-Ло.

## Історія
До 2015 року муніципалітет перебував у складі регіону Нижня Нормандія. Від 1 січня 2016 року належав до нового об'єднаного регіону Нормандія.
1 січня 2016 року Сен-Самсон-де-Бонфоссе, Гурфалер, Ла-Мансельєр-сюр-Вір i Сен-Ромфер було об'єднано в новий муніципалітет Бургвалле.

## Демографія
Динаміка населення (EHESS і Insee ):
Розподіл населення за віком та статтю (2006):
| Стать | Всього | До 15 років | 15-24 | 25-44 | 45-64 | 65-85 | Понад 85 |
| --- | ------ | ----------- | ----- | ----- | ----- | ----- | -------- |
| Чоловіки | 433    | 102         | 50    | 124   | 105   | 40    | 12       |
| Жінки | 420    | 79          | 43    | 129   | 113   | 52    | 4        |
| \| Статево-вікова піраміда \| Статево-вікова піраміда \| Статево-вікова піраміда \| \| ----------------------- \| ----------------------- \| ----------------------- \| \| Чоловіки \| Вік \| Жінки \| \| 12 \| 85 + \| 4 \| \| 0 \| 80-84 \| 16 \| \| 4 \| 75-79 \| 0 \| \| 16 \| 70-74 \| 20 \| \| 20 \| 65-69 \| 16 \| \| 16 \| 60-64 \| 12 \| \| 27 \| 55-59 \| 31 \| \| 31 \| 50-54 \| 31 \| \| 31 \| 45-49 \| 39 \| \| 31 \| 40-44 \| 20 \| \| 43 \| 35-39 \| 47 \| \| 23 \| 30-34 \| 35 \| \| 27 \| 25-29 \| 27 \| \| 27 \| 20-24 \| 23 \| \| 23 \| 15-20 \| 20 \| \| 16 \| 10-14 \| 16 \| \| 27 \| 5-9 \| 47 \| \| 59 \| 0-4 \| 16 \| |        |             |       |       |       |       |          |
| Статево-вікова піраміда |        |             |       |       |       |       |          |
| Чоловіки | Вік    | Жінки       |       |       |       |       |          |
| 12 | 85 +   | 4           |       |       |       |       |          |
| 0 | 80-84  | 16          |       |       |       |       |          |
| 4 | 75-79  | 0           |       |       |       |       |          |
| 16 | 70-74  | 20          |       |       |       |       |          |
| 20 | 65-69  | 16          |       |       |       |       |          |
| 16 | 60-64  | 12          |       |       |       |       |          |
| 27 | 55-59  | 31          |       |       |       |       |          |
| 31 | 50-54  | 31          |       |       |       |       |          |
| 31 | 45-49  | 39          |       |       |       |       |          |
| 31 | 40-44  | 20          |       |       |       |       |          |
| 43 | 35-39  | 47          |       |       |       |       |          |
| 23 | 30-34  | 35          |       |       |       |       |          |
| 27 | 25-29  | 27          |       |       |       |       |          |
| 27 | 20-24  | 23          |       |       |       |       |          |
| 23 | 15-20  | 20          |       |       |       |       |          |
| 16 | 10-14  | 16          |       |       |       |       |          |
| 27 | 5-9    | 47          |       |       |       |       |          |
| 59 | 0-4    | 16          |       |       |       |       |          |

## Економіка
2010 року серед 590 осіб працездатного віку (15—64 років) 452 були активними, 138 — неактивними (показник активності 76,6%, у 1999 році було 72,5%). З 452 активних мешканців працювало 430 осіб (220 чоловіків та 210 жінок), безробітними було 22 (9 чоловіків та 13 жінок). Серед 138 неактивних 42 особи були учнями чи студентами, 82 — пенсіонерами, 14 були неактивними з інших причин.

У 2010 році в муніципалітеті числилось 366 оподаткованих домогосподарств, у яких проживали 924,0 особи, медіана доходів виносила 19 146 євро на одного особоспоживача